# 令和4年度全国高等学校総合体育大会
令和4年度全国高等学校総合体育大会（れいわよねんどぜんこくこうとうがっこうそうごうたいいくたいかい）は、徳島県を中心とする四国で開催される全国高等学校総合体育大会である。躍動の青い力 四国総体 2022として開催されスローガンは「燃え上がれ我らの闘志 四国の大地へ」。総合開会式は2022年（令和4年）7月28日にアスティとくしまで挙行された。

## 夏季大会

### 概要
- 愛称：躍動の青い力 四国総体 2022
- スローガン：「燃え上がれ我らの闘志 四国の大地へ」
- 総合開会式：アスティとくしま
- 開催地：徳島県（総合開会式など）、香川県、愛媛県、高知県
- 共催 - 読売新聞
- 特別協賛 - 大塚製薬
- 協賛 - JTB・マイナビ・カンコー学生服・P&P浜松・日本工学院

### 開催競技

#### 徳島県
- 陸上競技（鳴門・大塚スポーツパークポカリスエットスタジアム）
- 女子バレーボール（とくぎんトモニーアリーナ、鳴門・大塚スポーツパークアミノバリューホール、北島町YGKドーム）
- サッカー（徳島市球技場、ワークスタッフ陸上競技場（男子のみ）、鳴門・大塚スポーツパーク（ポカリスエットスタジアム・第二陸上競技場・球技場、ポカリスエットスタジアムは男子のみ）、JAアグリあなん陸上競技場、吉野川市ヨコタ上桜スポーツグラウンド、徳島スポーツビレッジ（ピッチB&C、男子のみ））
- バドミントン（吉野川市日本フネン市民プラザ、とくぎんトモニーアリーナ、鳴門・大塚スポーツパーク（アミノバリューホール・ソイジョイ武道館））
- 弓道（とくぎんトモニーアリーナ）
- ホッケー（阿南光高等学校ホッケー場（人工芝・天然芝）、橘港中浦緑地ホッケー場、阿南市文化会館（開会式のみ））

#### 香川県
- 新体操（高松市総合体育館）
- バスケットボール（高松市総合体育館、高松市香川総合体育館、丸亀市民体育館、善通寺市民体育館）
- 男子バレーボール（丸亀市民体育館、善通寺市民体育館、三豊市総合体育館）
- 登山（笠形山・竜王山・大川山、設営審査：ことなみ未来館、諸審査：まんのう町立満濃中学校、開・閉会式：スポーツセンターまんのう）
- 自転車競技（ロード：綾川町特設ロードレースコース、ロード閉会式：綾川町B&G綾上海洋センター、トラック：高松競輪場）
- フェンシング（高松市総合体育館）
- アーチェリー（Pikaraスタジアム）
- なぎなた（丸亀市民体育館）
- カヌー（坂出市府中湖カヌー競技場）

#### 愛媛県
- 体操（愛媛県総合運動公園体育館）
- 卓球（宇和島市総合体育館）
- ソフトテニス（今治市営スポーツパークテニスコート）
- ハンドボール（松山市総合コミュニティセンター、愛媛県総合運動公園体育館、愛媛県武道館、北条スポーツセンター体育館、松山大学御幸キャンパスアニバーサリーアリーナ、しおさい公園伊予市民体育館）
- 柔道（愛媛県武道館）
- ボート（玉川湖ボートコース、グリーンピア玉川（開会式のみ））
- ウエイトリフティング（新居浜市市民体育館、新居浜市市民文化センター（開会式のみ））
- 空手道（伊予三島運動公園体育館）

### 高知県
- 水泳（高知市東部総合運動場くろしおアリーナ（競泳・水球）、高知県立春野総合運動公園水泳場（飛込））
- ソフトボール（高知県立春野総合運動公園（野球場・ソフトボール場（Aのみ）・運動広場（A&Dのみ）・体育館（開会式のみ））
- 相撲（高知県立県民体育館）
- 剣道（高知県立春野総合運動公園体育館）
- レスリング（高知県立県民体育館）
- テニス（高知県立春野総合運動公園テニス場、高知市東部総合運動場テニスコート、高知県立県民文化ホール（開会式のみ））
- ボクシング（南国市立スポーツセンター）
- 少林寺拳法（高知県立春野総合運動公園体育館）

#### その他
- ヨット：和歌山セーリングセンターで開催。

## 冬季大会
令和4年度全国高等学校総合体育大会では、2022年12月から2023年2月にかけてスキー、スケート・アイスホッケー、ラグビーフットボール、駅伝の4競技が冬季大会として開催された。

### スキー大会
スキー大会は、第72回全国高等学校スキー大会として2023年2月7日 - 2月11日に山形県山形市、上山市、最上町で開催された。スローガンは、「つなぐ思い つかみ取れ勝利 山形の地で燃えよ 冬の勇者たち！」。

#### 概要
- 主催：公益財団法人全国高等学校体育連盟、公益財団法人全日本スキー連盟、山形県、山形県教育委員会、山形市、山形市教育委員会、上山市、上山市教育委員会、最上町、最上町教育委員会
- 共催：読売新聞社
- 後援：スポーツ庁、公益財団法人日本スポーツ協会、日本放送協会（NHK）、公益財団法人山形県スポーツ協会、公益財団法人山形市スポーツ協会、上山市スポーツ協会、最上町スポーツ協会
- 主管：公益財団法人全国高等学校体育連盟スキー専門部、山形県高等学校体育連盟、山形県スキー連盟、上山市スキー連盟、最上町スキークラブ

#### 実施競技・会場一覧
| 競技名 | 競技名                   | 競技名 | 会場地            | 会場                                                              |
| ------ | ------------------------ | ------ | ----------------- | ----------------------------------------------------------------- |
| スキー | アルペン                 |        | 最上町            | 赤倉温泉スキー場                                                  |
| スキー | クロスカントリー         |        | 上山市            | 上山・坊平高原クロスカントリー競技場                              |
| スキー | スペシャルジャンプ       |        | 山形市            | アリオンテック蔵王シャンツェ                                      |
| スキー | ノルディックコンバインド |        | - 山形市 - 上山市 | アリオンテック蔵王シャンツェ 上山・坊平高原クロスカントリー競技場 |

### スケート・アイスホッケー大会
スケート・アイスホッケー スピードスケートが2023年2月25・26日に北海道帯広市、フィギュアスケートが同1月16・17日に埼玉県上尾市、アイスホッケーは同1月21 - 24日に開催。

### ラグビーフットボール大会
ラグビーフットボール大会は、第102回全国高等学校ラグビーフットボール大会として2022年（令和4年）12月27日 - 2023年（令和5年）1月7日に大阪府東大阪市の花園ラグビー場、花園中央公園多目的球技広場で開催された。

### 駅伝大会
駅伝競走大会は、男子第73回女子第34回全国高等学校駅伝競走大会として2022年12月25日に京都府京都市のたけびしスタジアム京都発着、国立京都国際会館（男子）及び室町小前（女子）折り返しコースで開催された。